# Tanaostigmodes albiclavus
Tanaostigmodes albiclavus är en stekelart som beskrevs av Girault 1917. Tanaostigmodes albiclavus ingår i släktet Tanaostigmodes och familjen Tanaostigmatidae. Inga underarter finns listade i Catalogue of Life.